# Elga Brink
Elga Brink, nata Elisabeth Margarete Frey (Berlino, 2 aprile 1895 – Amburgo, 28 ottobre 1985), è stata un'attrice tedesca.
Nella sua carriera, durata una trentina d'anni, prese parte a settanta film.

## Biografia
Nata a Waidmannslust, un quartiere di Berlino, Elga Brink cominciò la sua carriera cinematografica nei primi anni venti dopo aver frequentato le scuole professionali.
All'epoca del cinema muto, fu protagonista di alcune pellicole dirette da Georg Jacoby di cui fu prima fidanzata e poi moglie. Nel 1930 ricoprì il ruolo di Friederike von Sesenheim, un amore giovanile di Goethe, nel film Die Jugendgeliebte. Per tutti gli anni trenta proseguì la sua carriera in ruoli di una certa importanza, spesso da protagonista.
Dopo la fine della seconda guerra mondiale, l'attrice provò - ma senza grande successo - a calcare il palcoscenico. Prese parte ancora a qualche film prima di ritirarsi definitivamente dalle scene nel 1951. La sua ultima apparizione sullo schermo in un piccolo ruolo fu in un film di Johannes Meyer.
Lasciato il cinema, visse ad Amburgo con il nome di Elisabeth Biermann, lavorando come impiegata in uno studio legale.

## Filmografia

### Attrice
- Lebenshunger, regia di Johannes Guter (1922)
- Zwischen Abend und Morgen, regia di Arthur Robison (1923)
- Il paradiso nella neve (Das Paradies im Schnee), regia di Georg Jacoby (1923)
- Komödianten des Lebens, regia di Georg Jacoby (1924)
- Quo vadis?, regia di Georg Jacoby e Gabriellino D'Annunzio (1924)
- Der Hahn im Korb, regia di Georg Jacoby (1925)
- Husarenfieber, regia di Georg Jacoby (1925)
- Der Ritt in die Sonne, regia di Georg Jacoby (1926)
- Der Stolz der Kompagnie, regia di Georg Jacoby (1926)
- Das Gasthaus zur Ehe, regia di Georg Jacoby (1926)
- Dürfen wir schweigen?, regia di Richard Oswald (1926)
- Der dumme August des Zirkus Romanelli, regia di Georg Jacoby (1926)
- Die Frau ohne Namen - 1. Teil, regia di Georg Jacoby (1927)
- Die Frau ohne Namen - 2. Teil, regia di Georg Jacoby (1927)
- Die Insel der verbotenen Küsse, regia di Georg Jacoby (1927)
- Liebe im Rausch, regia di Georg Jacoby (1927)
- Die Jagd nach der Braut, regia di Georg Jacoby (1927)
- The Fake, regia di Georg Jacoby (1927)
- Jokeren, regia di Georg Jacoby (1928)
- Il torneo delle maschere (Der Faschingskönig), regia di Georg Jacoby (1928)
- Il grande veleno (The Physician), regia di Georg Jacoby (1928)
- Crisi (Abwege), regia di Georg Wilhelm Pabst (1928)
- Angst - Die schwache Stunde einer Frau, regia di Hans Steinhoff (1928)
- Die schönste Frau von Paris, regia Jacob Fleck e Luise Fleck (1928)
- Die Wochenendbraut, regia di Georg Jacoby (1928)
- Morgenröte, regia di Wolfgang Neff e Burton George (1929)
- Terra senza donne (Das Land ohne Frauen), regia di Carmine Gallone (1929)
- Frauen am Abgrund, regia di Georg Jacoby (1929)
- Ehe in Not, regia di Richard Oswald (1929)
- Die Jugendgeliebte, regia di Hans Tintner (1930)
- Der keusche Josef, regia di Georg Jacoby (1930)
- Pension Schöller, regia di Georg Jacoby (1930)
- Zweierlei Moral, regia di Gerhard Lamprecht (1931)
- Um eine Nasenlänge, regia di Johannes Guter (1931)
- Der Herr Finanzdirektor, regia di Fritz Friedmann-Frederich (1931)
- Im Banne der Berge, regia di Franz Osten (1931)
- Der Feldherrnhügel, regia di Eugen Thiele (1932)
- Kriminalreporter Holm, regia di Erich Engels (1932)
- Nacht der Versuchung, regia di Léo Lasko e Robert Wohlmuth (1932)
- Strafsache von Geldern, regia di Willi Wolff (1932)
- Marschall Vorwärts, regia di Heinz Paul (1932)
- Der Choral von Leuthen, regia di Carl Froelich e Arzén von Cserépy (1933)
- Sprung in den Abgrund, regia di Harry Piel (1933)
- Il tunnel (Der Tunnel), regia di Curtis Bernhardt (1933)
- Dr. Bluff, regia di Phil Jutzi (1934)
- Der kühne Schwimmer, regia di Georg Jacoby (1934)
- Spiel mit dem Feuer, regia di Ralph Arthur Roberts (1934)
- Da stimmt was nicht, regia di Hans H. Zerlett (1934)
- Die Frauen haben es leicht, regia di Phil Jutzi (1935)
- Münchhausens neuestes Abenteuer, regia di Phil Jutzi (1936)
- Onkel Bräsig, regia di Erich Waschneck (1936)
- Das Bummelgenie, regia di Karl Leiter (1937)
- Wiederseh'n macht Freude, regia di Phil Jutzi (1937)
- Die Kronzeugin, regia di Georg Jacoby (1937)
- Karussell, regia di Alwin Elling (1937)
- Ferngespräch mit Hamburg, regia di Phil Jutzi (1937)
- Pension Elise Nottebohm, regia di Phil Jutzi (1937)
- Heimatland, regia di Ernst Martin (1939)
- In letzter Minute, regia di Fritz Kirchhoff (1939)
- Lillà bianco (Weißer Flieder), regia di Arthur Maria Rabenalt (1940)
- Due amori (Die schwedische Nachtigall), regia di Peter Paul Brauer (1941)
- Clarissa, regia di Gerhard Lamprecht (1941)
- Quax, der Bruchpilot, regia di Kurt Hoffmann (1941)
- Stimme des Herzens, regia di Johannes Meyer (1942)
- Mit den Augen einer Frau, regia di Karl Georg Külb (1942)
- Die heimlichen Bräute, regia di Johannes Meyer (1944)
- Frühlingsmelodie, regia di Hans Robert Bortfeld (1945)
- Eines Tages, regia di Fritz Kirchhoff (1945)
- Semmelweis - Retter der Mütter, regia di Georg C. Klaren (1950)
- Das fremde Leben, regia di Johannes Meyer (1951)

### Film o documentari dove appare Elga Brick
- Die große Sehnsucht, regia di Steve Sekely - sé stessa (1930)